# Frits Clausen
Frits Clausen, född 12 november 1893 i Aabenraa, död 5 december 1947 i Köpenhamn, var en dansk läkare och politiker, ledare för det nationalsocialistiska arbetarepartiet i Danmark (DNSAP) före och under andra världskriget.

## Biografi
Clausen föddes i dåvarande tyska Nordslesvig i en dansksinnad familj och var tysk soldat i första världskriget. Som krigsfånge nära Moskva blev han ledare för det prodanska Sønderjyske krigsfanger och efter kriget dekorerad av kejsarinnan Dagmar.
År 1918 kom han till Köpenhamn för att studera medicin och avlade sin examen 1924. Därefter tog han över en läkarpraktik i Bovrup.
Clausen var medlem av Det Konservative Folkeparti tills han 1931 blev medlem av det nystartade Danmarks Nationalsocialistiske Arbejderparti (DNSAP). Från 1933 till 1944 var han dess ledare och var ledamot av folketinget 1939–1945. I ett försök att stötta upp en vacklande ställning i partiet, anmälde Clausen i september 1943 sig till tysk militärtjänst som frivillig militärläkare i Waffen-SS. Han gjorde militärtjänst under en kort period innan han återvände hem i april 1944. Hans försök att genomföra ett nazistiskt maktövertagande misslyckades dock och efter andra världskriget arresterades han, anklagad för högförräderi.
Clausen satt till en början internerad i Frøslev. Sina sista år tillbringade han i Vestre Fængsel i Köpenhamn, där han dog den 5 december 1947 – samma dag som åtalet mot honom utfärdades. Han är begravd på Aabenraa kyrkogård.
Fritz Clausens försilvrade pistol finns i foajén till Frihedsmuseet.